# Stagione di college football 1869
La Stagione di college football 1869 fu la prima stagione di college football negli Stati Uniti d'America, inaugurata all'inizio della presidenza di Ulysses S. Grant. Composta di sole due gare, fu giocata con regole ancora non universalmente accettate, che comprendevano un misto di rugby e calcio, ancora molto distanti da quelle utilizzate oggi. tuttavia è tradizionalmente considerata la prima edizione di college football. Le due gare si svolsero entrambe tra la Rutgers University e la Princeton University, all'epoca chiamata College of New Jersey, la prima fu giocata il 6 novembre presso il campus di Rutgers, la seconda fu giocata il 13 novembre presso il campus di Princeton.
Il titolo fu assegnato retroattivamente e condiviso dalle due partecipanti che vinsero un incontro a testa. Princeton fu dichiarata campione dal Rapporto Billingsley e dalla National Championship Foundation, mentre il ricercatore storico Parke H. Davis dichiarò le due squadre co-campioni.

## La prima partita di football mai giocata
In quello che alcuni considerano come la prima partita mai giocata di football americano, si sfidarono le squadre del Rutgers College (ora Rutgers University) e del College of New Jersey (ora Università di Princeton). Quella gara del 1869 tra Rutgers e Princeton è importante in quanto è la prima partita interuniversitaria documentata di un gioco chiamato "football". La partita Princeton-Rutgers fu senza dubbio diversa da quelle che oggi viene conosciuto come football americano: non era possibile correre tenendo la palla, ogni squadra era composta di 25 giocatori e la palla era perfettamente sferica. Queste tre regole furono applicate per la prima volta nella versione valida oggi il 4 giugno 1875 nella gara tra l'Università di Harvard e la Tufts University.
Rutgers vinse la partita con un punteggio di 6-4.

## Seconda e ultima partita del 1869
Una rivincita fu giocata a Princeton una settimana dopo, in base alle norme che vigevano presso quella scuola. Una delle maggiori differenze nelle regole era l'assegnazione di un "free kick" ogni volta che un giocatore riusciva ad afferrare la palla al volo. Questa regola colpì fortemente la velocità di esecuzione di Rutgers, che aveva permesso loro di vincere la prima sfida. Princeton vinse la seconda partita con il punteggio di 8-0 .

## Conseguenze del 1869
Le due scuole avevano originariamente in programma un terzo incontro nel 1869, ma non ebbe mai luogo, probabilmente a causa dell'ostilità dei responsabili di entrambi i programmi che si lamentavano del crescente interesse verso lo sport piuttosto che su interessi accademici e di studio. Altre fonti sostengono che potrebbe essere stato cancellato a causa di un disaccordo sulle regole da tenere in questa sorta di spareggio.
I giocatori di Rutgers, vincitori di quella prima partita, furono onorati cinquant'anni dopo in una cerimonia durante l'home coming della stagione 1929. L'ultimo sopravvissuto di quella squadra di Rutgers fu George H. Grande, che morì nel 1939. L'ultimo membro sopravvissuto di Princeton fu Robert Preston Lane, che morì nel 1938.

## College esordienti
- Princeton Tigers football
- Rutgers Scarlet Knights football